# Острів Солсбері
О́стрів Со́лсбері (рос. Остров Солсбери) — острів в Північному Льодовитому океані, у складі архіпелагу Земля Франца-Йосифа. Адміністративно відноситься до Приморського району Архангельської області Росії.

## Географія
Острів знаходиться в центральній частині архіпелагу, входить до складу Землі Зичі. Розташований між островом Циглера на північному-сході (відокремлений протокою Родса) та островами Луїджі і Чамп на південному заході, від яких відокремлений протоками Брауна та Покдорф.
Острів майже весь вкритий льодом, має видовжену та вузьку форму. Миси: крайня східна точка — мис Вороніна, центральна північ — мис Безбородова, крайня північна точка — мис Мак-Клінтока, ще один північний — мис Харкнесса, крайня західна точка — мис Фішера, центральний південь — миси Монтефьоре, Фармана, Ковальї.

## Історія
Острів відкритий 1873 року під час Австро-Угорської полярної експедиції на чолі з Юліусом Паєром 1872–1874 років. Названий на честь американського професора геології Ролліна Солсбері, заступника голови експедиції Роберта Пірі.